# هاکوپ هوناتانیان
هاکوپ مگردومی هوناتانیان (ارمنی: Հակոբ Մկրտումի Հովնաթանյան زاده ۱۸۰۹، تفلیس - درگذشته ۱۸۸۱، تهران)، ملقب به «رافائل تفلیس»، بنیان‌گذار مکتب مدرن هنر نقاشی ارمنی و از استادان نگارگری، چهره‌پردازی و صورتگری بود.

## زندگی
هاکوپ هوناتانیان پنجمین نسل از خانواده هنرمند هوناتانیان است. شیوه و روش کار او را می‌توان ادامهٔ هنر خانوادگی خاندانش برشمرد که طی پنج نسل متوالی از پدر به پسر منتقل و حفظ شده بود. سرسلسله این خاندان، هنرمندی دوره‌گرد با نام مستعار ناقاش هوناتان (۱۶۶۰–۱۷۲۲ میلادی) بود. او که در دوره صفویه در قفقاز زندگی می‌کرد، علاوه بر نقاشی، غزل‌سرایی ماهر نیز بود.
هاکوپ نقاشی را از پدرش مگرئوم هوناتانیان آموخت و در سال‌های جوانی به کمک او دیوار چند کلیسا را در تفلیس و ارمنستان نقاشی کرد. در سال ۱۸۴۱ پس از اهدای یکی از نقاشی‌هایش به فرهنگستان هنر سنت پترزبورگ از این فرهنگستان نشان طلا دریافت کرد و همین امر باعث به شهرت رسیدن وی به عنوان نقاش غیرکلاسیک ارمنی شد. پس از آن کارش مورد توجه و تمجید مطبوعات گرجی زبان آن دوره قرار گرفت و باعث شهرت و محبوبیت بیشتر او شد. از شمار نقاشی‌های باقی‌مانده این نقاش بین سال‌های ۱۸۴۰ تا ۱۸۵۰ می‌توان دریافت این سال‌ها دوران شکوفایی و محبوبیت هنر او بوده‌است.
موضوع نقاشی‌های او را بیشتر، چهره ثروتمندان، بازرگان‌ها، روحانی‌ها، ارتشیان و بانوان طبقهٔ ممتاز تفلیس تشکیل می‌دهند. او نقاشی‌هایش را در اندازه کوچک می‌کشید و با دقت به جزئیات و تزئینات لباس می‌پرداخت و اغلب در رنگ‌آمیزی از رنگ‌های روشن و درخشان استفاده می‌کرد. از آنجا که بیشتر آثار هاکوپ بدون امضا هستند، به سادگی قابل تشخیص از آثار سایر هنرمندان نمی‌باشند. این موضوع به‌خصوص در مورد آثاری که در سال‌های آخر اقامتش در تفلیس کشیده‌است بیشتر صدق می‌کند، چرا که از فن و شیوه خاص موروثی خانواده‌اش فاصله گرفته‌اند. امروزه علاوه بر موزه‌های مختلف در سراسر دنیا، تعدادی از آثار این هنرمند در نگارخانه ملی ارمنستان و گرجستان قرار دارد.
سرگئی پاراجانف فیلمساز نامدار ارمنی- روسی در سال ۱۹۶۷ مستند کوتاهی دربارهٔ هاکوپ هوناتانیان با همین نام ساخته‌است.

## سفر به ایران

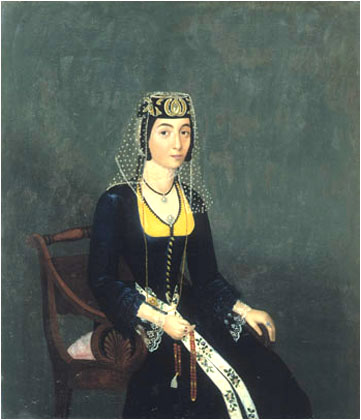

هاکوپ هوناتانیان در سال‌های پایانی عمر گرایش و علاقه خاصی به نقاشی‌های شرقی، به ویژه ایرانی پیدا کرد. این شیوی هنری برای او و مردم قفقاز تازگی داشت. هاکوپ پس از مواجهه با رکود اقتصادی آن روزهای تفلیس به دلایل اقتصادی و به منظور کسب تجربه‌های جدید در سال ۱۸۶۵ (۱۲۳۹) رهسپار ایران شد و در خانه دخترش در تبریز اقامت کرد و پس از یک سال اقامت در تبریز، به تهران عزیمت نمود. در تهران نخست به نام نقاش به دربار ناصرالدین شاه قاجار معرفی شد و سپس، با تجربه چندین ساله‌ای که در نقاشی چهره داشت، به کشیدن تمثال ناصرالدین شاه پرداخت. با مرگ نقاش‌باشی دربار، میرزا ابوالحسن غفاری معروف به صنیع الملک، ناصرالدین شاه پس از بازدید از این نقاشی، لقب نقاش‌باشی دربار را به او اهدا و او را به دریافت نشان علمی نایل کرد.
هاکوپ هوناتانیان، در ۱۸۸۱ (۱۲۶۰) در تهران چشم از جهان فروبست و در کلیسای گئورگ مقدس واقع در دروازه قزوین تهران به خاک سپرده شد.

## آثار مهم هنری در ایران
بنا بر روایتی زمانی که نقاش در تبریز زندگی می‌کرده‌است، خواب‌نما می‌شود و سپس شمایل حضرت علی را می‌کشد. استاد یحیی ذکا این نقاشی را یکی از اولین آثار موجود هاکوپ در ایران می‌داند. در این نقاشی علی ابن ابی طالب قبای قهوه‌ای بر تن و دستاری سبز بر سر دارد. دست راست خود را بر روی غلاف شمشیر قرار داده، در دست دیگر تسبیحی گرفته‌است و بر روی حصیری که روی تخت انداخته شده نشسته‌است. نقاش تحت تأثیر نقاشی ارمنی و کلیسایی مسیحی دو فرشته که بالای سر امام حلقهٔ گلی را نگه داشته‌اند کشیده‌است.
علاوه بر هاله نور دور سر، چشمی نورانی از آسمان پرتو خود را بر سر امام ساطع می‌کند. بخش بالای شمایل دارای قوس تزیینی است که دور تا دور نقاشی را فراگرفته. این اثر در اندازه ۱۰۳×۷۲ سانتی‌متر، بدون تاریخ و امضا در گنجینه هنرهای تزئینی اصفهان به شمارهٔ ۶۰۸ نگه‌داری می‌شود. به نظر می‌رسد این اثر متعلق به شمایل خانه ناصرالدین شاه بوده و پس از مرگ او به دست حاجی محتشم السلطنه می‌رسد. وجود تابلویی با ابعاد کوچکتر از این اثر با قاب زرین الماس نشان در موزه جواهرات ملی ایران دلیل ارتباط این دو اثر با دربار ناصری‌ست.
اثر مهم دیگر نقاشی رنگ روغن تمام قد ناصرالدین شاه است. این اثر، که دو متر طول دارد، شاه را با سرداری، شلوار یراق دوزی، کلیجه ترمه خزدار، کلاه بلند و جقه پردار جواهرنشان و نشان مرصع‌کاری به شکل خورشید و تمثال امام علی در گردن به نمایش می‌دهد. وجود تمثال امام علی ارتباط این اثر را با اثر قبلی از نظر تاریخی و موضوعی آشکار می‌کند. این اثر هم‌اکنون در موزه تاریخ هنر وین به شمارهٔ ۲۶۹۱ نگه‌داری می‌شود.
از دیگر آثار هنری باقی‌مانده از این نقاش می‌توان به نقاشی‌های دیواری کلیسای تادئوس و بارتوقیمئوس اشاره کرد که هاکوپ پس از آمدن به تهران، بنا به سنت خانوادگی خود به آن پرداخته بود. این نقاشی‌ها که شامل گل و گیاه و پرندگان است و به طرز زیبایی با رنگ و روغن نقاشی شده، در ۱۹۷۰ میلادی هنگام مرمت دیوارهای کلیسا از زیر گچ نمایان شد.
در میان نقاشی‌های مجموعه‌های خصوصی همچنین می‌توان به تصاویر ناصرالدین شاه و مظفرالدین شاه که در سال‌های ۱۸۷۰–۱۸۷۲ میلادی به تصویر کشیده شده‌اند اشاره کرد.

## نگارخانه

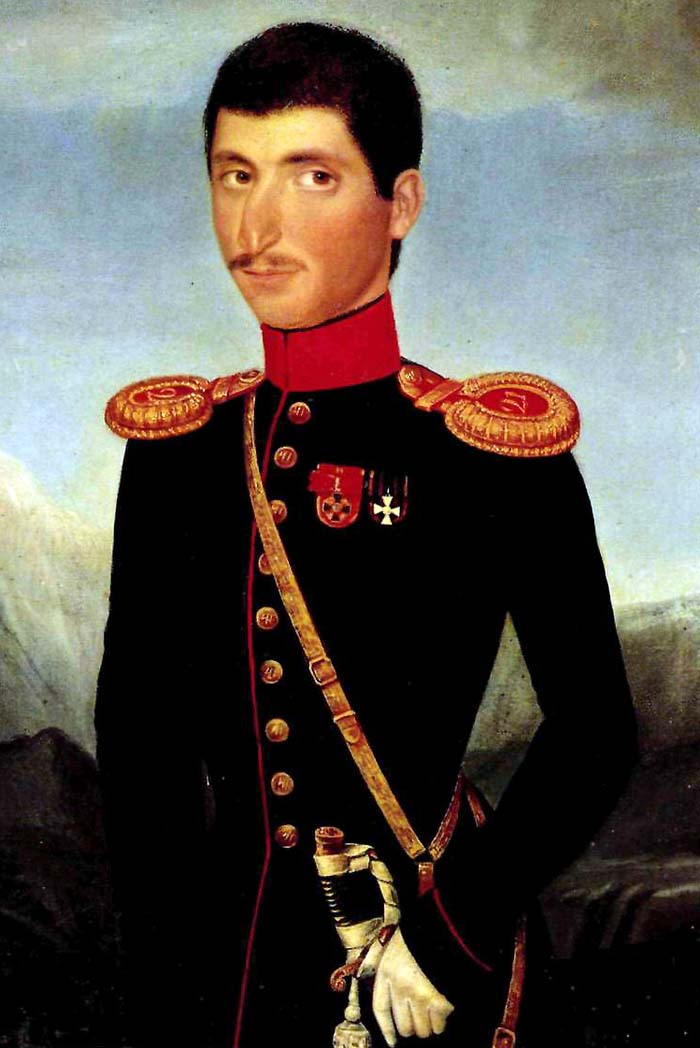
کاپیتان بوچکیف (۱۸۵۴)
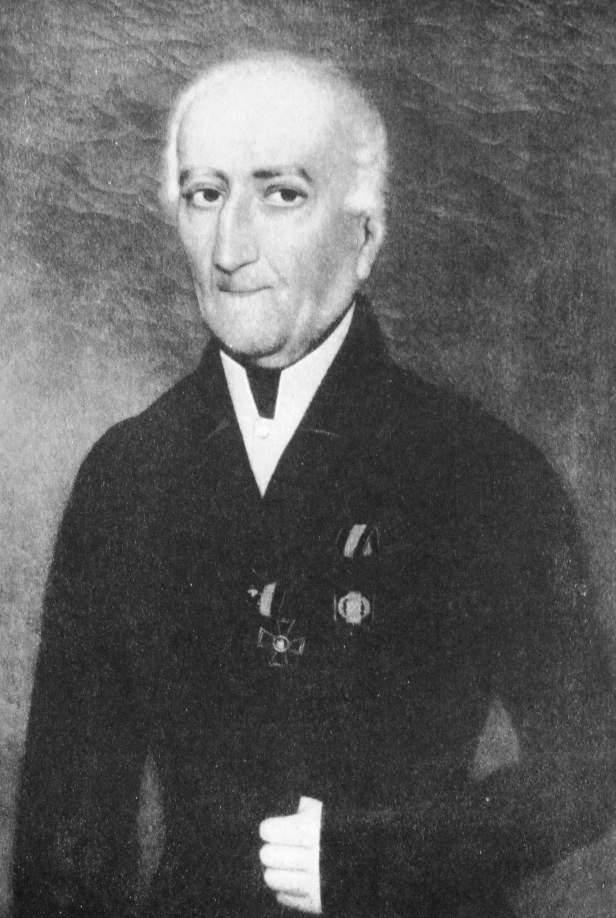
پرتره میزانداری سده ۱۹ میلادی
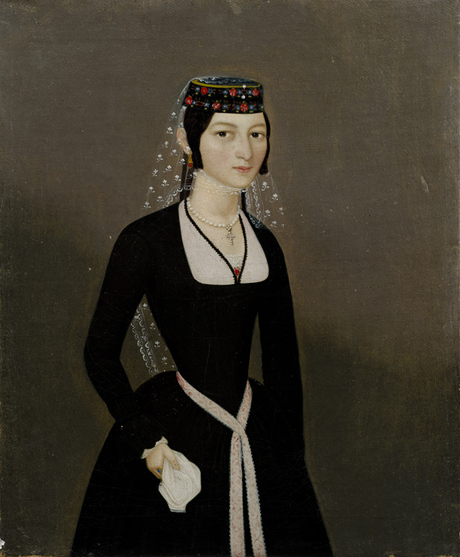
پرتره ناتالی تئومیان (۱۸۴۰-۱۸۳۰)
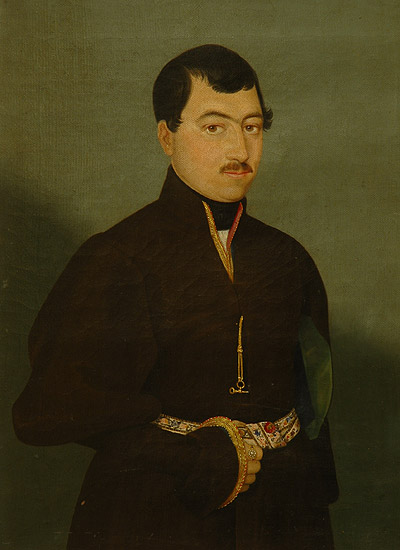
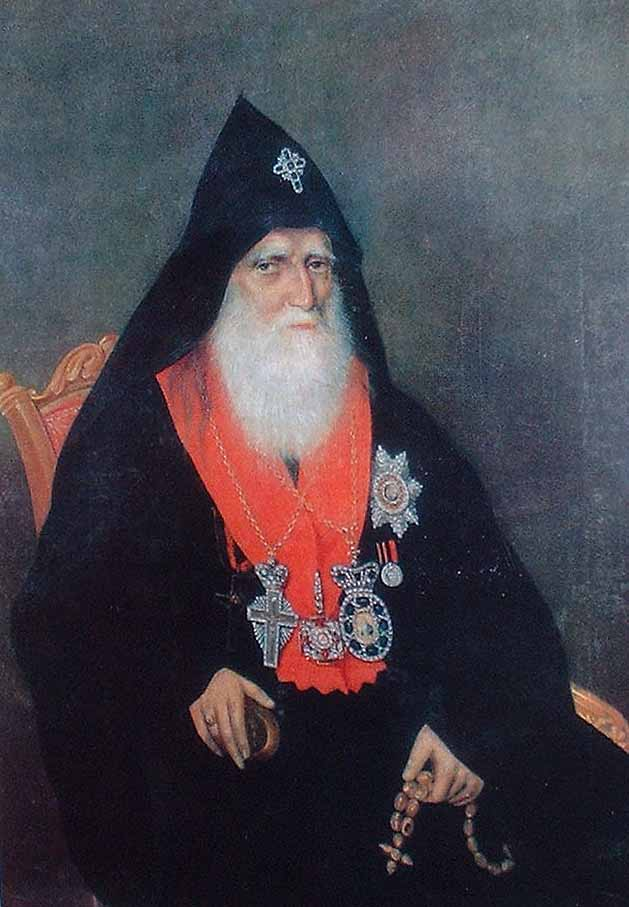
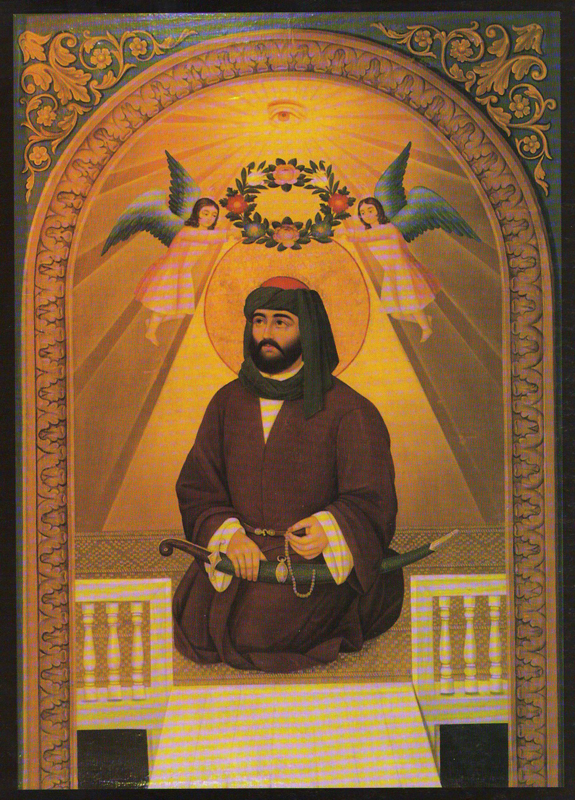
شمایل علی بن ابی‌طالب
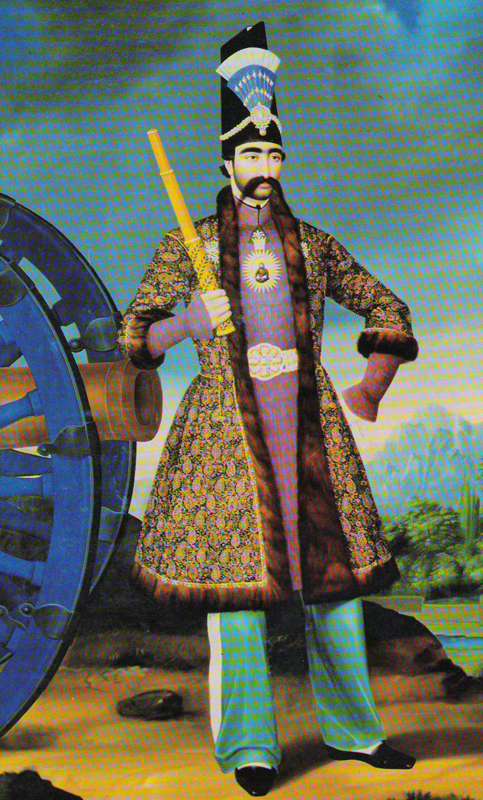
ناصرالدین شاه قاجار